# 第一代格伦维尔男爵威廉·格伦维尔
威廉·温德汉姆·格伦维尔，第一代格伦维尔男爵，PC（William Wyndham Grenville, 1st Baron Grenville，1759年10月25日—1834年1月12日），英国辉格党政治家，在小威廉·皮特逝世后继任为首相，但是，由他組織而成的政府最后因为内部出现意见分歧而倒台，所以，他任相不足一年半。他执政期间，未能成功结束对法战争，也未能成功为天主教徒争取权利，不过，他在这段时间里，引入了1807年奴隸貿易法案，廢除了奴隸貿易。

## 早年
格伦维尔生于一个政治世家，父亲是首相喬治·格倫維爾，而母亲则是财相威廉·温德汉姆爵士（Sir William Wyndham）之女伊丽莎白（Elizabeth）。另外，因为格伦维尔的的姑母在1754年嫁给了老威廉·皮特，并在1759年为老皮特诞下小皮特，所以，老皮特是格伦维尔的姑丈，小皮特则是格伦维尔的表兄，这重关系对他日后发展事业有很大益处。
格伦维尔先后受教于东希尔学校（East Hill School）、伊顿公学、牛津大学基督堂学院与林肯律师学院。他读书时表现优异，在基督学院深造时，更因创作拉丁文诗“Vis electricita”获得校監奖（Chancellor's Prize），同时间，他在数学方面的表现也很突出，他那“非同寻常的勤奋”、在数学方面的“惊人”进步，给基督学院的当时的院长刘易斯·伍兹贝格（Lewis Bagot）留下了深刻的印象，伍兹贝格预言，格伦维尔在未来必有一番大作为。1780年，格伦维尔取得文学士学位，并在同年4月6日进入林肯律师学院修读法律，但他发现自己对法律没有兴趣，最终没有取得律师资格。他的双亲在他读书期间，接连逝世，家庭的首領亦因此改为他的长兄，因此，他要依赖长兄生活。格伦维尔并不想依赖长兄，想通过结婚或取得事业上的成功取得独立。1782年2月，布瑞布魯克勳爵接受了白金漢郡皇家民兵軍團（Regiment of Buckinghamshire Militia）的任命，離任白金汉选区其中一個议员席位；格倫維爾隨後成功補上該空缺，進入政壇，與他的堂兄詹姆斯（James）一同代表白金汉选区議政。

## 初入政坛
入选议会后，格伦维尔追随长兄坦普尔伯爵，支持辉格党，批评托利党首相诺斯勋爵在战事中指挥不力，又指诺斯勋爵之所以能上台执政，全靠乔治三世支持。1782年7月，诺斯勋爵因不信任动议辞职，托利党政府倒台，取而代之的是辉格党政府。格伦维尔的长兄坦普尔伯爵获新首相罗金汉侯爵任命为爱尔兰总督（Lord Lieutenant of Ireland），坦普尔伯爵则邀请自己的幼弟加入政府，担任爱尔兰布政司（Chief Secretary for Ireland），格伦维尔在深思熟虑后接受了这个职位，同时獲委任為爱尔兰枢密院（Privy Council of Ireland）顾问官。
布政司任内，格伦维尔最主要的成就是化解了政府与爱尔兰政治家之间的矛盾。爱尔兰政治家要求英国政府放弃对爱尔兰议会所通过的法令的否决权。格伦维尔说服了英国政府，采取另一个广受认可的行为，代替爱尔兰政治家的要求，免得爱尔兰立法独立。他担任布政司期间的举动，与在下院内发表的处女演说，受到其他政治家赞扬。
罗金汉侯爵上任后不久，突然因病逝世，其首相职位由谢尔本伯爵继承。而谢尔本伯爵在执政不足一年后，因为失去支持而下台。新政府福克斯-諾斯聯盟名义上由波特兰公爵领导，实际上由查尔斯·詹姆斯·福克斯与诺斯勋爵控制。格伦维尔原本有意留在新政府中，但为了尊重反对新政府的长兄坦普尔伯爵，他才与长兄一起退出政府。后来，乔治三世宣布新政府的成员是他的敌人，格伦维尔才暗自庆幸，觉得自己作出了明智的决定。后来他也因没有加入这届政府而获得重用。
福克斯-諾斯聯盟上台执政后，在很短时间内失去了支持。1783年11月，联盟政府引入印度草案（East India Bill），企图改革对英属印度的管治，引起一定争议。乔治三世趁机拖垮联盟政府，并以年仅24岁的小威廉·皮特组成政府代替。格伦维尔的长兄坦普尔伯爵因为在拖垮联盟政府的过程中，扮演了重要角色，所以在新政府中，拥有十分高的地位，与小皮特共掌大权。但坦普尔伯爵很快因为不当使用而影响力辞职，使得小皮特能够独掌大权，格伦维尔也因此受益，获小皮特任命为軍隊主計長（Paymaster of the Forces），与英国枢密院顾问官。

## 逐步崛起
在18世纪90年代之前，格伦维尔并不重视自己的事业，或者是说，比较看重长兄坦普尔伯爵的事业。格伦维尔凭借自己聪明才智，在担任爱尔兰布政司期间的经验，与一本有关印度问题的政治小册子，获表兄小皮特任命为贸易委员会副主席（Vice-President of the Board of Trade）与管理委员会主席（President of the Board of Control）。小皮特甚至在1784年夏季邀请格伦维尔到印度担任总督，但遭到后者婉拒。正如前文所言，格伦维尔此时并没有多少雄心壮志，还说他的目标是在内阁内谋得一份闲差。
任职期间，格伦维尔推行一系列改革，重建英国的金融业与商业。改革措施包括：改善东印度公司的财政状况，调整与爱尔兰的商业关系，与葡萄牙、法国两国签署贸易条约，建立偿债基金。格伦维尔后来认为，他这段时间里，最大贡献的举措是建立偿债基金。在1788年至1789年的摄政危机期间，格伦维尔全力辅助小皮特渡过难关，成为了政府中的二号人物。下议院议长查尔斯·沃尔夫勒·康沃尔（Charles Wolfran Cornwall）逝世后，格伦维尔获选为新一任议长，他的任职时间很短，在摄政危机化解之后，他就卸下了职位，因为他想要的是一件轻松、要求不高的差事。他的长兄再次获任为爱尔兰总督后，小皮特因应他的要求，邀请他担任第一海軍大臣。考虑到自己没有相关经验，格伦维尔拒绝接受这个职位。小皮特转而邀请他担任內政大臣，这次他终于接受了前者的任命，并在不久后辞去了其他职务。
內政大臣任内，法国爆发了大革命，对英国的影响不大。格伦维尔在任内引入了1791年加拿大法令，目的是阻碍加拿大取得独立。法令的中心条文，起初并未遇到反对声音，到了19世纪20年代，才有人要求废除这个法令。除此之外，他在任内，就再无其他成就，原因是国王在小皮特的建议下，在1790年11月25日册封他为男爵，使他進入上院並同時擔任上議院領袖，去化解一场危机。对此格伦维尔感到受宠若惊，恐怕自己难以应付重任。
格伦维尔的內政大臣任期很快结束。1791年，外务大臣利兹公爵（Duke of Leeds）派遣舰队到黑海一带，要求俄国撤出驻守在前土耳其堡垒奧恰基夫里的士兵，使得两国关系一度紧张，小皮特最后选择退让，召回舰队。利兹公爵不满小皮特向俄国示弱，辞去了外交大臣职务。小皮特最初选择亨利·邓达斯（Henry Dundas）为利兹公爵的继任人，但遭到前者拒绝，所以，他转向了亲信格伦维尔。格伦维尔考虑了一段时间后，接受了这个职位，同时辞去了內政大臣一职。

## 外交大臣
进入18世纪90年代后，格伦维尔与长兄白金汉侯爵（前为坦普尔伯爵）的关系转差，更加重视自己的事业，原因是白金汉侯爵在第二次担任爱尔兰总督时，与第一次一样，不受民众欢迎，要靠贿赂各派人物保住自己的官职，他最终在1789年9月辞去爱尔兰总督职务，他的政治生涯亦从此告终，格伦维尔由此变为家族在政治上的首領，责任重大。
格伦维尔履新外交大臣職務前一年，同时兼任上议院领袖（Leader of the House of Lords），负责安排上院政府事务。他担任內政大臣达接近十年之久，有豐富經驗。历史学家都普遍认为，格伦维尔在此期间，表现出色，使外务部与上院以极高效率运转。他推行了一系列的改革，当中包括缩短管理程序，改变人员编制等，使得数据的处理与记录更为专业。格伦维尔以类似手法管理上院，并采用更具领袖风范的演说方式，得到众人接受。
格伦维尔在任内推行的外交与战争政策，遭到了后世自由党历史学家的批评，但这些批评又被最近出现的研究推翻。由于资料不足，所以，后人难以得知小皮特、格伦维尔与邓达斯三人在政策制定过程中所扮演的确切角色，但可以肯定的是，格伦维尔是举足轻重的，对政策的制定有十分大的影响力，政策如果出错，他责无旁贷。随着对法战争的爆发，一系列有待解决的问题浮现在政府官员眼前，这一点，历史学家也是普遍认同的。上述问题包括：世俗意识形态之间的斗争，采取征兵制及其财政代价。政府在战争的各个阶段，因应这些问题，调整了自己的政策。
1793年2月，法国在向德意志各国宣战后，向英国宣战，使英国进入了战争的第一阶段。格伦维尔认为，战争会削弱法国的经济实力，令法国无法入侵与英国签署了盟约的荷兰。所以，英国不需要正式介入战争，只需要在国内镇压激进主义分子，支持皇党分子，在国际上保持中立，不加入奥地利一方，也不与法国和谈。在这一阶段里，英国并未改变对欧洲事务的超然态度。格伦维尔认为，欧洲各国即使没有皇家海军、英国陆军支援，也能取得胜利。他觉得他的其中一个任务是，让外国君主了解自己的真正利益所在。
事实证明，格伦维尔的预测是错误的。法国靠大量发行纸币，渡过了经济难关，其军队开始向荷兰进发。1792年11月，法国政府宣布各国船只不得在斯海尔德河上自由航行，这个举动令英国官员转而相信，与法国开战在所难免。格伦维尔也因应事态发展，改变了外交政策。
格伦维尔随即积极参与第一次反法联盟的组建工作。联盟的成员国同意，联盟的目标是维持欧洲大陆的现状，而赔款、版图变更、波旁复辟的问题，则存在争议。联盟最初的主要成员国是英国与德意志各国。后来，普鲁士在1795年4月单独与法国讲和，退出战争，使得英国在联盟之外，与俄国、奥地利两国结盟。1795年，外交方面、军事方面的变化，使得形势变得对法国有利，令到不少官员倾向于与法国讲和。
虽然格伦维尔遭受了不少失败，但是，他还是有成功之处。他与丹麦、薩丁尼亞王國、兩西西里王國等次强成功达成了协议。此外，格伦维尔也负责与俄国、奥地利两国联络。他寄望于奥地利，希望它能在法国内战时解放荷兰。
格伦维尔在多大程度上要为这些失败负责，是难以确定的。但他的确高估了法国保皇党的力量、低估了法国共和党的力量。格伦维尔也错误地寄望于奥地利，以为它已经准备好解放荷兰。但罪责不能全归于他，因为联盟各国之间，也有冲突，这是他无法控制的。
1795年夏季之后，英国政府采取了新一阶段的战争政策。具体的说，就是推延在欧洲大陆的行动，寻求与法国讲和的机会，入侵法国的海外领土。英国在这个阶段的目标就是为自己与自己的盟友取得有利位置，同时尝试与法国讲和。英国在1797年之前，与法国督政府进行了四次谈判，皆无功而返。
到了这个阶段，格伦维尔仍对俄国、奥地利、法国保皇党抱有希望，继续与上述势力合作，这一政策得到了在1794年7月加入内阁的波特兰公爵派辉格党的支持。但是，他对美洲事务的热诚日渐消退。在与法国讲和的问题上，格伦维尔认为，谈判应该在与盟国合作良好的前提下进行，而且法国要为它在战争期间，对联盟各国造成损失赔偿，也要回复战前的版图，放弃在战争中占领的地区。
格伦维尔对里尔和谈的影响力很大。在和谈之前，他遭受了一连串的失败，首先是他钳制法国的战略未获成功，然后是奥地利独自与法国和谈。格伦维尔主张在和谈中，以强硬态度对待法国，他的主张最终获得首相小皮特接纳。为展现出强硬态度，英国在和谈中坚持要求法国赔偿战争损失。和谈持续了一段时间之后，法国督政府出现了人事变动，使得和谈结束，两国继续交战。这次事件之后，格伦维尔在内阁中的权威得到了提高。
1798年8月，英国政府采取了最后一个阶段的战争政策。内阁阁员的意见并不一致，有些人认为，英国应该把注意力集中在欧洲大陆，有些人则认为，英国应该把注意力集中在海外。最后，政府听取了前一种意见，建立第二个反法联盟。他们制定了新战略，对付法国：反法联盟兵分两路，一路由瑞士入侵法国，一路由荷兰入侵法国。但是，这个计划未获成功，原因是补给线过长、缺乏当地人的支持。最后，英国政府放弃了在欧洲大陆的活动，转而专注于保卫自己的海外利益。
格伦维尔在最后一阶段的政策制定过程中，发挥了很大的影响力，尤其是在组建第二次反法联盟与制定联盟的战略这两个问题上，扮演了重要角色。他认为第二次反法联盟，应该由英国、俄国、普鲁士与奥地利四国组成，各国军队的行动均由一个常设委员会协调，委员会的委员则由各国大臣担任。但他在组建联盟方面设想未能实现，因为俄国想继续维持和平，而奥地利则以他拒绝在援助计划上妥协为由，拒绝配合。是次反法联盟，与上一次一样，内部充满纷争，能力有限。
不过，格伦维尔在军事方面的建议，相对来说，有些成效。他认为，联军将会在荷兰等低地国家取得一次辉煌胜利，为他平反，证明他早前提出的计划是可行的。格伦维尔最终发现，俄国在这个地区部署的军队，数量太少，而且荷兰国内的反法势力也并不足够。好在联军俘获了亲法荷兰政府的舰队，拖延了法军在意大利与中欧这两个地区的进展。
经历了种种失败后，格伦维尔仍未放弃希望，继续推动在欧洲大陆的活动。他计划进一步与俄国合作，对抗法国，但俄国却退出战争，后来一度变为一个威胁。格伦维尔又与奥地利签署了一个协定，后者承诺沿着地中海海岸，入侵法国。但这个计划同样遭到了失败，他唯有接受现实，采取防御姿态，静待时机，等到欧洲大陆的君主国做好准备，再反扑法国。局势发展使格伦维尔重新考虑自己在讲和一事上的立场，一度想与法国领导人进行和谈。他也在考虑，如何应对“武装中立”的国家。同时间，法国国内发生了政变，但并未影响其对外政策，法国驻英领事馆照常运作。

## 在野生涯
1801年2月，小皮特提出消除对天主教徒的限制，团结国内人民，遭到国王反对，被迫辞职，格伦维尔也跟随小皮特，一同辞职。格伦维尔此前一直有参与爱尔兰政务：1795年，他帮助小皮特辞退辉格党爱尔兰总督威廉·菲茨威廉，第四代菲茨威廉伯爵（William Fitzwilliam, 4th Earl Fitzwilliam），十八世纪末，十九世纪初，他推动爱尔兰与大不列颠正式合并为一个国家。格伦维尔负责处理上院爱尔兰贵族条文，也参与了政府在爱尔兰的“战术”的制定过程。他的意见是，应该向爱尔兰人让步，防止当地再次爆发暴乱。格伦维尔推动各宗教团体，相互建立新关系。尽管如此，国王还是反对进行改革，使得法令无法通过。
下野后，格伦维尔计划淡出政坛，售出自己位于伦敦的宅邸，将藏书移往自己在白金汉郡的别墅。他花了很多时间读书、写字、陪伴自己的妻子与朋友，也花了不少精力美化自己的庄园，在庄园内栽种树木，布置花园。1804年，格伦维尔的资产大增，因为他的妻子继承了父亲面积广大的庄园。
格伦维尔的退休计划并未实现，他辞职时只有四十一岁。他不加入新一届政府的原因是新政府与法国签署了亚眠合约，放弃与欧洲大陆盟国再度结盟，恢复战争，接受法国力量提升，英国力量下降。格伦维尔强烈反对新政府的举动，为此写了一系列的信件，发表了一个演说。他加入政府，还有另一原因：他长兄与他的支持者，都退出了政府，成为反对党，他因此得到不少支持。
以上种种原因，导致格伦维尔加入了以福克斯为首的反对党，与支持阿丁顿政府的表兄小皮特决裂。他希望建立一个新政府，继续与法国作战，而不是接受法国的霸权。格伦维尔最初希望小皮特再次上台，领导政府。但小皮特却与阿丁顿协商，希望与后者组成联合政府，令他改变初衷，打消了先前的念头。小皮特与阿丁顿的谈判并不成功，两人没有组成联合政府，推迟了前者再次上台执政的时间。
英法之间的和平十分短暂，过了很短的一段时间后，两国又再次开战。阿丁盾政府在战争中的表现不佳，使得格伦维尔重燃建立新政府的希望。在他的设想中，新政府的领袖是小皮特，而成员则是各党各派人士。格伦维尔唯有向查尔斯·詹姆斯·福克斯招手，希望与他合作，后者接受了他的邀请，同意与他一起行动，推翻阿丁顿政府。1804年5月，在福克斯派、格伦维尔派、皮特派的威迫下，阿丁顿辞去首相一职。国王任命小皮特为首相，接替阿丁顿。国王不准福克斯加入政府，也不准政府推行天主教改革，迫使小皮特邀请格伦维尔加入新政府。因为自己的盟友福克斯被拒于门外，所以格伦维尔拒绝了邀请，继续担任反对党成员。
格伦维尔没法组成政府，令福克斯十分失望，政见本来就不相同的两人在1805年更就战与和的问题发生了争执，关系一度紧张。他决定暂时淡出政坛，不正面面对执政党，不理政党事务，只参与了天主教徒1805年在议会的请愿。就在此时，小皮特突然去世，国王听从内阁元老波特兰公爵的建议，邀请格伦维尔上台，担任首相，并且允许福克斯加入内阁。

## 出任首相
他出任首相，困难重重。格伦维尔丰富的政府工作经验，并未为他赢得相应的尊重。他怕自己当上首相后，会承受过大的工作压力，也不想因此辞去以前获得的闲差，专心处理国务。格伦维尔因此建议国王任命乔治·斯宾塞，第二代斯宾塞伯爵（George Spencer, 2nd Earl Spencer）为有名无实的首相，而他自己则担任掌握实权的大臣，等到他的闲差都安排妥当后，他才正式出任首相，领导内阁。此外，他也不善于管理他人，他最关注的事情，都是政府政策，或是任命他为某官员的原因，而不是他与他人之间出现的问题。而且，格伦维尔在政治上处于弱势，他的拥护者远远少于他的盟友福克斯的拥护者，也少过阿丁顿、或是小皮特的拥护者。
不过，格伦维尔还是很认真地处理国务，管理风格与众不同。他既保持着以往的那种专业，又变得有條不紊、讲求效率。格伦维尔设计出一种制度，能够与政治盟友、外务大臣福克斯紧密合作，但又不会冷落了其它部门的主管。内阁成员每星期进行至少一次会面。在这种制度下，格伦维尔既能监视部属的一举一动，又不会找来部属的反感。
格伦维尔上任时，英国就面临着法国的威胁，令他的负担更为沉重。他的政府在建立之初，支持者来自五个派系：首先是他自己的支持者，然后是福克斯的支持者，第三是阿丁顿的支持者，第四是威尔士亲王的支持者，第五是小皮特的支持者。格伦维尔的支持者已经算是很多，足以组成强势政府。但他却认为，这并不足够，还把不少时间花在组建一个更为强力的政府上。他的拉拢目标是坎寧派与无党派议员。格伦维尔在经历了一连串的挫折后，最终无法拉拢乔治·坎宁加入政府。他唯有与阿丁顿派、皮特派处于对立状态。1806年，格伦维尔在福克斯逝世后，请求国王解散下院，重新进行大选，改组政府内阁，令国王对他产生不满情绪。表面上，他的动机是改组内阁，实际上，他的动机是想向皮特派证明，自己得到了国王的支持，博得这一派系的好感。国王觉得没有必要解散下院，重新大选，因为格伦维尔在下院已经属于多数派，不过，国王还是勉强答应了格伦维尔，宣布解散下院，重新举行大选，他在大选中没有按惯例支付一部分选举经费。大选过后，执政党在下院中的席位，大大增加。格伦维尔也因此达成了目标，搅乱了地方选区政党对立的政治局面。英国在欧洲大陆上的盟友，只剩下了俄国。格伦维尔与福克斯出人意料地在外交政策方面达成共识，两人都觉得，政府应该与法国谈判。福克斯也向格伦维尔让步，接受格伦维尔的主张：举行一次多边会谈，保障盟友利益。英国与法国的谈判破裂的时候，福克斯已经病逝。
此外，格伦维尔还在达达尼尔海峡、布宜諾斯艾利斯一带组织了多次军事行动。为了向沙皇亚历山大一世表达诚意，他指挥英军登陆意大利西西里、布宜諾斯艾利斯两地，抗击入侵的法军。格伦维尔又计划派军进驻伊比利亚半岛，与葡萄牙一起抵御法西联军。他又派军到埃及亚历山大，防止法军进驻当地。同时间，英军在南美洲作战，入侵西班牙殖民地。以上行动的目的并未击败法国，而是骚扰法国，直到其他欧洲大陆的盟友做好作战准备。格伦维尔的目的最终未能达成，因为各国都不愿再度与法国开战。他并未集中运用资源，而是分散运用资源。
格伦维尔制定国内政策时，考虑的是如何将英国维持在战争状态。不过也有一些例外，其中之一是他废除了奴隸貿易贸易，实现了自己之前的理想。政府在这一方面的第一步是在1806年引入外籍奴隸法令，禁止英籍人士将奴隸输入英国殖民地。第二步是引入著名的1807年废除奴隸法令。人们通常将这个成就归功与威廉·威尔伯福斯，但实际上，格伦维尔也功不可没。
格伦维尔还建立新的征兵制度，以维持战争，平息国内冲突。他在常备役士兵服役年限方面贡献最多，其他方面的事务，由陆军大臣威廉·温德姆处理。另外，格伦维尔又提出了一个计划，如果实现的话，政府可以在不加税的情况下，维持十三年战争。两个政策都并不理想，前者没有训练预期中的新兵，后者太过复杂、僵化，不能实现。
格伦维尔在爱尔兰的政策，目的是协调个党各派：不偏不倚地对待统一派、反对统一派。任命天主教徒为官员，确保天主教解放顺利进行。在1806年，这个政策十分成功，得到了最大限度的支持，减少了潜在的问题。但是，到了1807年，这个政策遭到了失败。一些爱尔兰天主教徒，准备在议会提交一份请愿书，请求政府进一步推行改革，实现天主教解放。格伦维尔陷入了进退两难的状态，因为他的一贯立场是支持天主教解放，如果爱尔兰天主教徒真的这么做，他应该支持他们，但是，国王的一贯立场与他正好相反，如果格伦维尔支持他们，国王很有可能会拖垮格伦维尔政府。格伦维尔劝说那些天主教徒，不要作出如此举动。最后，他与他的同事决定引入一个法令，将天主教徒在军中的最高军衔升至将军级别，暂时满足他们。
格伦维尔试图说法国王，让他认为，这个法令只是1793年爱尔兰法令的复制版本，但国王还是拒绝御准这个法令，还要求不再提起天主教问题。格伦维尔放弃了引入这个法令，但拒绝向国王承诺，不再提起类似事情。他最终在1807年3月25日辞职。

## 出任辉格党党魁、晚年
格伦维尔辞职后，考虑过退出政坛，过退休生活，但他很快改变心意，接受了辉格党党魁一职。党内成员之所以邀请他担任这一个职位，是因为他在小皮特第一次担任首相的时候爆发的天主教危机中，与小皮特的追随者对立。在格伦维尔觉得，对小皮特的追随者的称呼，应该由皮特派改为托利党。他并不适合担任党魁。虽然他经验丰富，广受尊重，但是，他是福克斯派、格伦维尔派两派联盟中，较少数一派的首领，然后，辉格党在下院的席位，较在上院的席位多，他却身处下院，而且，他虽然与福克斯派合作，却很少与他们在各种会所交流，最后，他与盟友的政治观点，大为不同：格伦维尔支持天主教解放，但也要保护新教势力，反对经济、议会改革，实现新金融计划，回归金本位制度，推进自由贸易。但福克斯派不支持保护新教势力，要求进行社会、议会改革。
他后来进行了妥协，支持进行一场防御性的战争，寻找机会进行和谈，如果国王不支持天主教解放，就不担任政府职务，裁撤政府冗員，进行议会改革。虽然他作出了让步，与党内领袖达成了共识，却在1807年至1812年间错过了四次执政的机会。在此期间，乔治三世精神失常，由其长子威尔士亲王担任摄政。1812年后，他的影响力下降了，原因大概是身兼党魁的上院议员对党内政策的影响力已经不复当年。1817年，格伦维尔辞去了党魁职务，永久退休。
退休后，格伦维尔与家人一起在乡间别墅享乐，很少参与政务，最多发表演说，编写小册子。1823年，他换上了轻度中风，使得活动受阻。1834年1月12日，格伦维尔在伯纳姆逝世，遗体在同月20日下葬。

## 婚姻
1792年7月18日，格伦维尔迎娶姑丈查塔姆伯爵之兄卡姆尔福德勋爵（Lord Camelford）之女安妮·皮特阁下（Hon. Anne Pitt）为妻，格伦维尔比安妮年长十三岁。这段婚姻是一早安排好的，因为安妮的父亲与格伦维尔的长兄一直希望两人结婚。格伦维尔受到20,000英镑的嫁妆吸引，在考虑了一段时间后，答应了这桩婚事，开始了为时三年的追求，真正爱上了这名女子 - 虽然不太漂亮，但是，聪明，虔诚。两人并无子女。

## 注脚
1. 1 2 3 4 5 6 7 8 9 10 11 12 13 14 15 16 17 18 19 20 21 22 23 24 25 26 27 28 29 30 31 32 33 34 35 36 37 38 39 40 41 42 43  P.J. Jupp, "Grenville, William Wyndham", Dictionary of National Biography. Oxford University Press, 2004.
2. 1 2 3 4 5 6 7 8 9 10 11  "William Wyndham Grenville 1st Baron Grenville", Number 10, retrieved on 2 December 2012.